# Gerhard Scholtyschik
Gerhard Scholtyschik (* 7. Juli 1947; † 28. Juli 2025) war ein deutscher Fußballspieler. Der Offensivspieler absolvierte von 1972 bis 1974 bei den Sportfreunde Siegen in der damals zweitklassigen Fußball-Regionalliga West 61 Ligaspiele und erzielte dabei 40 Tore.

## Karriere
Der athletische und torgefährliche Mittelstürmer im damals im Bereich des DFB überwiegend praktizierten 4-3-3-Systems, war ursprünglich von Adler Burbach ins Leimbachstadion zu den Sportfreunde Siegen gekommen. Er gehörte bereits in der Saison 1970/71 dem Vizemeisterteam der Rot-Weißen in der Amateurliga Westfalen an, dass sich aber in den zwei Spielen um die Deutsche Amateurmeisterschaft gegen den nordbadischen Vertreter 1. FC Pforzheim nicht behaupten konnte. In der folgenden Runde, 1971/72, gewann der Angreifer unter Trainer Herbert Schäfer zuerst mit den Sportfreunden die Meisterschaft in der Verbandsliga Westfalen, Gruppe 2 vor dem SSV Hagen. In zwei Spielen gegen den STV Horst-Emscher (Meister Westfalen, Gruppe 1) setzte man sich dann um die „Westfalenmeisterschaft“ durch, ehe man nach der erfolgreichen Aufstiegsrunde zur Regionalliga West gegen den 1. FC Styrum (Meister Niederrhein), Bonner SC (Meister Mittelrhein) und STV Horst-Emscher mit 10:2 Punkten auch noch die Auszeichnung als „Westdeutscher Amateurmeister“ errungen hatte.
Den Elan aus der Erfolgsrunde nahmen die Sportfreunde auch in die Zweitklassigkeit der Regionalliga West zur Saison 1972/73 mit. Beflügelnd wirkte sich dabei auch noch die Rückkehr des 20-fachen Amateurnationalspielers Gerhard Neuser vom FC Schalke 04 aus. Seine Routine, Ballfertigkeit, Kombinationsgabe und beispielgebender Mannschaftsgeist, wirkte sich positiv auf die bisherigen Amateurfußballer aus und spornte unter der Trainingsleitung von Herbert Schäfer zur Leistungssteigerung an. Auch der von Borussia Dortmund gekommene weitere Routinier Dieter Mietz – 42-facher Amateurnationalspieler von 1967 bis 1972 – trug durch seine immer noch präsente Defensivstärke zur Hebung der Leistungsstärke des Aufsteigers bei. Dementsprechend traten die Sportfreunde am 30. Juli 1972 im Lohrheidestadion gegen die SG Wattenscheid 09 zum Startspiel an. Mit zwei Treffern von Mittelstürmer und Torjäger Gerhard Scholtyschik setzten sich die Rot-Weißen mit einem 2:0-Erfolg durch und holten damit die ersten zwei Rundenpunkte in der Regionalliga West.
Durch die Olympischen Sommerspiele 1972 in München trat zwar nach dem vierten Spieltag (20. August) eine Spielpause ein, die erst wieder am 17. September mit dem fünften Spieltag – Siegen verlor beim Meisterschaftsfavoriten Rot-Weiss Essen mit 1:4 Toren – weitergeführt wurde, aber „Scholty“, wie er weithin genannt wurde, und seine Mannschaftskameraden gerieten nicht vom sportlichen Kurs ab. Im Gegenteil, der Angreifer entwickelte sich auch in der Regionalliga zu einem der torgefährlichsten Offensivkräfte im Westen. Er zeichnete sich auch im weiteren Rundenverlauf in den Spielen gegen Arminia Bielefeld (3:2), Eintracht Gelsenkirchen (3:2) und Westfalia Herne (2:0) als zweifacher Torschütze aus. Daneben war er der Siegtorschütze bei den jeweiligen 1:0-Erfolgen gegen Alemannia Aachen und den zwei Spielen gegen Preußen Münster. Die Krone setzte sich der Siegener Torjäger vom Dienst beim 3:2-Auswärtserfolg am 28. Januar 1973 gegen Schwarz-Weiß Essen auf, als er alle drei Tore für seine Mannschaft erzielte. In der damaligen Berichterstattung im Kicker wurde er als „Teufelskerl“, als „gefährlicher Scholtyschik, weil er aus jeder sich bietenden Gelegenheit Kapital zu schlagen weiß“ und „... vorn sorgte ganz allein der überragende Scholtyschik für den nötigen Wirbel. Wenn er antrat, war immer Gefahr im Verzuge“, geschildert.
Trainer Schäfer erklärte nach dem 2:0-Erfolg bei Westfalia Herne am 1. April 1973 die Tore seines Mittelstürmers mit folgenden Worten: „In unserem Defensivsystem fand Scholtyschik den Raum, den er nun eben mal zu seinen Torschüssen braucht“. Am Rundenende belegte Siegen mit 39:29 Punkten und dem Torverhältnis von 55:53 Treffern den siebten Rang in der Regionalliga West. Scholtyschik rangierte mit seinen 24 Treffern in der Torschützenliste auf dem zweiten Rang hinter Manfred Burgsmüller (29 Tore) von Bayer Uerdingen, das den dritten Platz belegte. Willi Lippens (24 Tore) und Dieter Bast (20 Tore), die beiden erfolgreichsten Torschützen des überlegenen Meisters RW Essen – 55:13 Punkte und 104:40 Tore –, wie auch Rolf Kucharski (20 Tore) dagegen vom Vizemeister und späterem Bundesligaaufsteiger Fortuna Köln (85:29 Tore), konnten ihre Tore in einem deutlich besser besetzten Spielerkader bewerkstelligen. Bereits beim Meisterstück ein Jahr zuvor in der Verbandsliga hatte Scholtyschick Platz zwei der Torjägerliste belegt, hinter Holger Osieck vom SSV Hagen.
Die zweite Saison in der zweitklassigen Regionalliga West, 1973/74, stand unter dem Zeichen der Neueinführung des Starts der 2. Fußball-Bundesliga zur Saison 1974/75. Am 30. Juni 1973 hatten die Delegierten des DFB-Bundestages beschlossen, die Zweitliga in zwei Klassen mit je 20 Vereinen an den Start gehen zu lassen. Als sportliche Qualifikationsbedingungen wurde festgelegt, dass die Abschlusspositionen der Regionalligajahre 1969/70 und 1970/71 einfach, 1971/72 und 1972/73 zweifach und 1973/74 dreifach gewertet werden sollten und die Nordstaffel aus elf Westclubs, sieben Nordligisten und zwei Berliner Vertretern bestehen würde. Siegen ging zwar mit Torjäger Scholtyschik in das letzte Jahr der zweitklassigen Regionalliga, aber ohne den aus Alters- und Verschleißgründen seine Laufbahn beendenden Spielmacher Gerhard Neuser und finanziell wurde bei den zwei Neuzugängen vom Absteiger Lüner SV, Torhüter Behrens und Stürmer Reiners, auch nicht am großen Rad gedreht. Scholtyschik bestätigte zwar im Rundenverlauf mit 16 Treffern seine Torgefährlichkeit und Alfred Seiler erzielte von den 59 Treffern der Sportfreunde weitere 17 Tore, aber die Defensive war mit 76 Gegentoren nicht konkurrenzfähig im Kampf um die Aufnahme in die 2. Bundesliga. Die Elf aus dem Leimbachstadion stand am Rundenende auf dem zwölften Rang und musste ihre Verbandsspiele zur Runde 1974/75 in der Verbandsliga Westfalen, Gruppe 2 (Südwest), austragen.
Der Torjäger ging mit seinem Verein in das Amateurlager zurück und belegte mit den Sportfreunden im Jahr nach der Fußballweltmeisterschaft 1974 hinter Meister Westfalia Herne und dem DSC Wanne-Eickel den dritten Rang. Dadurch war man am Ziel des umgehenden Aufstiegs in die 2. Bundesliga gescheitert. Im DFB-Pokal des Jahres 1975 überstand Scholtyschik mit seinen Mannschaftskameraden die ersten zwei Hauptrunden gegen HSV Barmbek-Uhlenhorst und 1. SC Göttingen 05 und scheiterte erst in der dritten Runde am 8. Februar 1975 im Westfalenstadion durch eine 1:2-Niederlage gegen Borussia Dortmund. Die Torschützen für den BVB waren Hans-Werner Hartl und Klaus Ackermann, für Siegen traf Scholtyschik vor 18.000 Zuschauern zum Anschlusstreffer in der 87. Spielminute.
Scholtyschik schnürte nach seiner Zeit in Siegen noch die Fußballstiefel für den SSV Dillenburg und war über Jahre Mitglied der „SF-Oldies“. Darüber hinaus trainierte er unter anderem den Verein VfB Burbach 1907/1920, der 1972 aus einer Fusion der Vereine VfB 1907 Wahlbach und SV Adler 1920 Burbach (seinem Heimatverein) entstanden war.
Im Jahr 1984 gründet Scholtyschik in Burbach gemeinsam mit seiner Frau Gabriele die Firma G. Scholtyschik Holzverbinderherstellung. Scholtyschik verstarb Ende Juli 2025 im Alter von 78 Jahren.